# Heteronebo forbesii
Espèce
Heteronebo forbesii est une espèce de scorpions de la famille des Diplocentridae.

## Distribution
Cette espèce est endémique du gouvernorat de Socotra au Yémen. Elle se rencontre sur Abd al Kuri.

## Description
La femelle holotype mesure 42 mm.
La femelle décrite par Francke en 1978 mesure 40,70 mm.

## Étymologie
Cette espèce est nommée en l'honneur de Henry Ogg Forbes.

## Publication originale
- Pocock, 1899 : The expedition to Socotra. III. Descriptions of the new species of Scorpion, Centipedes and Millipedes. Bulletin of the Liverpool Museums, vol. 2, p. 7–9 (texte intégral).